# Damien Leyrolles
Damien Leyrolles (Decazeville, 25 settembre 1969) è un allenatore di pallacanestro francese.

## Palmarès

### Allenatore
- Campionato svizzeri: 2

Fribourg Olympic: 2006-07, 2007-08
- Coppa di Svizzera: 1

Fribourg Olympic: 2007
- Coppa di Lega Svizzera: 4

Fribourg Olympic: 2007, 2008, 2009, 2010
- LNB women: 1

Elfic Fribourg Génération: 2016-17